# Борис Ляков
Борис Пандев Ляков е български фармацевт и филателист.

## Биография
Роден е на 8 юли 1916 г. в Ресен. През 1925 г. се установява в Пазарджик, където живее в семейството на леля си – д-р Захарина Димитрова и нейния съпруг Панайот Димитров, магистър фармацевт, който по-късно го осиновява. Завършва средно образование в Пазарджик, а след това висше – фармация в Мюнхен, Германия. След завръщането си в България работи като аптекар в Пазарджик.
Борис Ляков допринася за развитието на филателното движение в България, за което е награждаван. Председател е на филателното дружество в Пазарджик.
Негова съпруга е Лоти Германова, а техен син е политикът Панайот Ляков.
Умира през 1992 година.